# HK Sotschi
Der HK Sotschi (russisch ХК «Сочи») ist ein russischer Eishockeyclub aus Sotschi, der 2014 gegründet wurde und zur Saison 2014/15 den Spielbetrieb in der Kontinentalen Hockey-Liga (KHL) aufnahm. Die Heimspiele des Clubs werden im Bolschoi-Eispalast ausgetragen, der für die Olympischen Winterspiele 2014 gebaut wurde und 12.000 Zuschauer fasst.

## Geschichte
Der Verein wurde 2014 gegründet, um den für die Olympischen Winterspiele 2014 errichteten Bolschoi-Eispalast weiter zu nutzen. Um den Kader des Vereins zu füllen, wurde am 17. Juni 2014 ein Expansion Draft durchgeführt, an dem auch der HK Lada Toljatti teilnahm. Im Rahmen des Draft übernahm der HK Sotschi die Rechte an Artjom Sedunow von Amur Chabarowsk, Jefim Gurkin von Salawat Julajew Ufa und Alexander Schewtschenko von Admiral Wladiwostok. Im Gegenzug erhielten die abgebenden Vereine eine finanzielle Entschädigung.